# الجزر الثلاثة
الجزر الثلاثة هي ثلاثة جزر صغيرة تقع على ساحل ولاية تيبازة.

## وصف
تقع هذه الجزر الثلاثة شرق مدينة شرشال في منطقة الحمدانية.

## الطرقات
- الطريق الولائي رقم 109